# Større ikke-NATO allieret
Større ikke-Nato allieret (engelsk: Major non-NATO ally, forkortet MNNA) henviser til en status for ikke-NATO-medlemmer, som kan opnås i overensstemmelse med amerikansk lovgivning. Formålet er at anerkende et tæt samarbejde mellem fremmede magter og USA. Statussen gør det muligt at deltage i handel med amerikansk forsvarsmateriel og til samarbejde på forsvarsområdet.
Det har især været muslimske lande, latinamerikanske lande eller lande i Asien/Oceanien, der har fået tildelt status som MNNA (se tabel nedenfor).

## Lande med status som Større ikke-Nato allieret med USA
Foreløbigt er disse 20 lande blevet tildelt status som Større ikke-Nato allieret med USA:
| Præsident      | Land              | Siden år    | Note          |
| -------------- | ----------------- | ----------- | ------------- |
| Ronald Reagan  | Australien        | 1987        | [ 3 ]         |
| Ronald Reagan  | Egypten           | 1987        | [ 3 ]         |
| Ronald Reagan  | Israel            | 1987        | [ 3 ]         |
| Ronald Reagan  | Japan             | 1987        | [ 3 ]         |
| Ronald Reagan  | Sydkorea          | 1987        | [ 3 ]         |
| Bill Clinton   | Jordan            | 1996        | [ 4 ]         |
| Bill Clinton   | New Zealand       | 1997        | [ 5 ]         |
| Bill Clinton   | Argentina         | 1998        | [ 6 ]         |
| George W. Bush | Bahrain           | 2002        | [ 7 ]         |
| George W. Bush | Filippinerne      | 2003        | [ 8 ]         |
| George W. Bush | Thailand          | 2003        | [ 9 ]         |
| George W. Bush | Taiwan (de facto) | 2003        | [ 10 ]        |
| George W. Bush | Kuwait            | 2004        | [ 11 ]        |
| George W. Bush | Marokko           | 2004        | [ 12 ]        |
| George W. Bush | Pakistan          | 2004        | [ 13 ]        |
| Barack Obama   | Afghanistan       | 2012 – 2022 | [ 14 ] [ 15 ] |
| Barack Obama   | Tunesien          | 2015        | [ 16 ]        |
| Donald Trump   | Brasilien         | 2019        | [ 17 ] [ 18 ] |
| Joe Biden      | Qatar             | 2022        | [ 19 ]        |
| Joe Biden      | Colombia          | 2022        | [ 20 ] [ 21 ] |
| Joe Biden      | Kenya             | 2024        | [ 22 ] [ 23 ] |

## Betydning
Status betyder, at landet er kvalificeret til følgende:
Lån af udstyr, forsyninger eller udstyr til forsknings-, udviklings-, test- eller evalueringsformål.
Indgå aftaler med USA om udbud af uddannelse på bilateral eller multilateral basis, hvis de økonomiske ordninger er gensidige og giver godtgørelse for alle direkte omkostninger i USA. Så vidt muligt til prioriteret levering af overskydende forsvarsgenstande. Mulighed for at købe ammunition med forarmet uran.
At landet er berettiget til at indgå en MOU eller anden formel aftale med det amerikanske forsvarsministerium med henblik på at gennemføre forsknings- og udviklingsprojekter i samarbejde om forsvarsmateriel og ammunition.
At virksomheder i en MNNA, såvel som med NATO-lande, må byde på kontrakter om vedligeholdelse, reparation eller eftersyn af udstyr fra det amerikanske forsvarsministerium uden for USA.
Tillader medfinansiering til anskaffelse af sprængstofdetekteringsanordninger og andre antiterrorforsknings- og udviklingsprojekter i regi af udenrigsministeriets arbejdsgruppe for teknisk støtte.

## Potentiel status
En række lande har været nævnt som potentielle:
I 2005 blev Singapore nævnt som mulig MNNA.
I 2008 indgik administrationen George W. Bush to aftaler med Irak, hvilket bragte det muslimske land tættere på MNNA.
I 2014 blev de tre tidligere sovjetrepublikker Georgien, Moldova og Ukraine nævnt som potentielle lande på listen.
Aret efter nævnte Obamas administration, at en række arabiske lande kan blive tilføjet listen: Saudi Arabien, Forenede Arabiske Emirater og Oman.
I 2019 blev Indien nævnt som en mulig MNNA. Men Indien er blevet Major Defence Partner.
I juli 2023 foreslog Sam Brownback, at Armenien bør blive MNNA.
Med præsident Bidens besøg i Vietnam i september 2023 har de to lande indledt et "Comprehensive Strategic Partnership", næsten ligesom Indien.